# Rolpe Dordże
IV Gjalła Karmapa, Rolpe Dordże (tyb.: རོལ་པའི་རྡོ་རྗེ་, Wylie: rol pa'i rdo rje) (1340–1383) – wysoko zrealizowany nauczyciel buddyzmu tybetańskiego, czwarta inkarnacja Karmapy, duchowy przywódca tybetańskiej szkoły Karma Kagyu.
Urodził się w prowincji Kongpo, w centralnym Tybecie. Tuż po urodzinach usiadł i wyrecytował mantrę Buddy Kochające Oczy. Matka, zatrwożona z powodu tego dziwnego zjawiska, uspokoiła się po pomyślnym śnie, w którym śniła, że zbudowała most nad rzeką. Nieco później sam Rolpe Dordże oświadczył, że jest Karmapą.
Dzięki wskazówkom odnośnie do miejsca przyszłych narodzin pozostawionym przez III Karmapę Randziung Dordże został wcześnie odnaleziony i już jako dziecko rozpoczął naukę w klasztorze Tsurphu. W wieku sześciu lat złożył ślubowanie bodhisattwy przed Tokden Gon Gyalwa, pod którego opieką studiował i praktykował. Otrzymał również nauki dotyczące Tantrajany i świeckiego stylu życia.
Jeszcze przed ukończeniem dwunastego roku życia podczas podróży do centralnego Tybetu spotkał swego ucznia z poprzedniej inkarnacji, dzierżawcę linii przekazu Gjalła Jungton Dordże Pal. Przekonał go o swej autentyczności, ponieważ pamiętał różne anegdoty ze swojego życia jako III Karmapa. To przekonało Gyalwa Yungtona, że chłopiec był prawdziwą inkarnacją jego nauczyciela. Rolpe Dordże powiedział mu, że w tym życiu Gyalwa Yungton będzie jego nauczycielem i prosił go, by przekazał mu wszystkie nauki Kagyu.
W 1359 roku Rolpe Dordże udał się do Chin na zaproszenie cesarza Togon Temüra, patrona III Karmapy, i pozostał tam aż do roku 1363, będąc czczonym i wpływowym nauczycielem. W tym czasie dynastia mongolska chyliła się ku upadkowi. W tej atmosferze wątpliwości i niepewności, jaka towarzyszy końcom epok, potrafił z wielką siłą i zaufaniem inspirować ludzi swoją duchową wiedzą. Dzięki swojej duchowej mądrości i ponadnaturalnym mocom, Rolpe Dordże zyskał wielkie uznanie zarówno w Chinach, jak i Tybecie.
Po powrocie do Tybetu zbudował wiele świątyń i był jednym z nauczycieli młodego Tsongkhapy, który później założył szkołę Gelugpa. Przez resztę życia wiele podróżował. Nauczał i zgromadził wokół siebie licznych uczniów. Spośród nich najzdolniejszym był II Szamarpa, który został następnym dzierżawcą linii. 
Po zmianie dynastii w Chinach, Hongwu, pierwszy cesarz dynastii Ming, zaprosił go ponownie wraz z innymi wybitnymi lamami. Rolpe Dordże umiejętnie odmówił i nie udał się już kolejny raz do Chin. 
Odszedł mając czterdzieści trzy lata. Kiedy umierał, wchodząc w nirwanę słychać było odgłos trzęsienia ziemi i widok tęczy. Jego ciało nie zostało spalone, lecz pochowane w stupie w Tsurphu. Zanim odszedł pozostawił pisemne instrukcje, które umożliwiły odnalezienie jego kolejnej inkarnacji V Karmapy Deszin Sziegpy.